# Augusto Schuster
Augusto Schuster (Santiago del Cile, 24 agosto 1992) è un attore e cantante cileno.

## Biografia
Ha una sorella di nome Consuelo Schuster, in arte May Schuster anche lei cantante. Augusto inizia la sua carriera televisiva nel 2007 nel cast principale della serie televisiva Amango dove ha interpretato il personaggio di Felipe García. Dalla serie è stato creato un gruppo musicale con l'omonimo nome della serie di cui Schuster ha fatto parte. Hanno pubblicato tre album, due DVD e partecipato ad due tour fino al 2008, anno di scioglimento del gruppo.
Nello stesso anno prende parte a Química, el juego del amor nel cast protagonista. Nel 2009 partecipa a Corazón rebelde, uno spin-off di Rebelde Way dove interpreta Pablo Bustamante. Nel 2010 prende parte al suo primo film intitolato Mandril e partecipa anche alla quarta stagione della telenovela Teen Angels. Nel 2011 è Nacho in Dance! La forza della passione oltre che fare da apri concerto a Miley Cyrus in una sua tappa in Cile. Ha anche partecipato alla maratona Telethon.
Nel 2012 ha pubblicato il suo primo singolo da solista dal titolo Hello con la Warner Chappell, che anticipa il suo primo album.
È stato fidanzato con la sua collega di Una famiglia quasi perfetta Bárbara Vélez.

## Filmografia

### Cinema
- Mandril, regia di Ernesto Díaz Espinoza (2010)

### Televisione
- Amango - serie TV (2007-2009)
- Química, el juego del amor - serie TV (2008)
- Corazón rebelde - serie TV (2009)
- Teen Angels (Casi Angeles) - serie TV (2010)
- Dance! La forza della passione (Dance! La fuerza del corazón) - serie TV (2011)
- Lynch - serie TV (2012)
- Una famiglia quasi perfetta (Somos familia) (2014)

### Teatro
- Dance!, regia di Ricky Pashkus (2011)

## Discografia

### Singoli
- Hello

### Colonne sonore
- 2007: Amango: El sueño se hizo realidad
- 2007: Amango villancicos
- 2008: Esto no es un juego
- 2009: Química, el juego del amor
- 2009: Corazón Rebelde

### Tournée
- 2007-2008: Amango Gira 2008
- 2008: Soñar Despierto
- 2009: CRZ - La Banda